# Алексеева, Анна Петровна
Анна Петровна Алексеева (2 июля 1914, Ожгиха, Камышловский уезд, Пермская губерния, Российская империя — 16 января 2001, Пышминский район, Свердловская область, Россия) — Герой Социалистического Труда, свинарка совхоза «Первомайский».

## Биография
Родилась в деревне Ожгиха (ныне — Зареченское сельское поселение Камышловского муниципального района) в 1914 году.
По комсомольской путёвке приехала в посёлок Ключевск. Работала свинаркой в совхозе имени Молотова (совхоз «Первомайский»).
Была участницей на Выставке достижений народного хозяйства (ВДНХ), делегатом XXIII съезда КПСС.
Скончалась 16 января 2001 года, похоронена на кладбище поселка Пышма.

## Награды
За свои достижения была награждена:
- 22.03.1966 — звание Герой Социалистического Труда с золотой медалью Серп и Молот и орден Ленина;
- 1978 — почётный гражданин Пышминского района.